# Antillochernes
Genre
Antillochernes est un genre de pseudoscorpions de la famille des Chernetidae.

## Distribution
Les espèces de ce genre se rencontrent en Amérique tropicale.

## Liste des espèces
Selon Pseudoscorpions of the World (version 3.0) :
- Antillochernes bahamensis Muchmore, 1984
- Antillochernes biminiensis Muchmore, 1984
- Antillochernes cruzensis Muchmore, 1984
- Antillochernes floridensis Muchmore, 1984
- Antillochernes jamaicensis Muchmore, 1984
- Antillochernes muchmorei (Dumitresco & Orghidan, 1977)

et décrite depuis :
- Antillochernes bullerenguesis Bedoya-Roqueme & Quirós-Rodríguez, 2018

## Publication originale
- Muchmore, 1984 : Pseudoscorpions from Florida and the Caribbean area. 12. Antillochernes, a new genus with setae on the pleural membranes (Chernetidae). Florida Entomologist, vol. 67, no 1, p. 106-118 (texte intégral).